# ربلم نبوتي
الربلم النبوتي أو جذري الغمد النبوتي (الاسم العلمي: Rhopilema rhopalophorum) هو نوع من الحيوانات يتبع جنس الربلم من فصيلة جذرية الفم.